# Port lotniczy Cassidy
Port lotniczy Cassidy (IATA: CXI, ICAO: PLCH) – międzynarodowy port lotniczy położony na  atolu Kiritimati, w wiosce Banana. Jest to drugie co do wielkości lotnisko Kiribati.

## Linie lotnicze i połączenia
- Air Pacific (Honolulu, Nadi)